# Priska Aich
Priska Aich (* 16. November 1887 in Budapest; † 10. März 1943 in Weimar) war eine ungarische Opernsängerin im Stimmfach Sopran.

## Leben
Die Tochter eines vermögenden Industriellen begann ihre Bühnenlaufbahn 1911 mit einem Engagement am Stadttheater Dortmund, dem sie bis 1914 angehörte. Über die Stationen Leipzig (1914/15), Frankfurt am Main (1915/16) und Halle an der Saale (1916–1919) kam sie nach Weimar, wo sie ab 1919 am Deutschen Nationaltheater als führende Sopranistin wirkte. Die Uraufführungen der Opern Ol-Ol von Alexander Tscherepnin (Januar 1928) und  Tyll von Mark Lothar (Oktober 1928 unter der musikalischen Leitung von Ernst Praetorius) trug sie wesentlich mit. Zu ihrem weiteren Repertoire in Weimar gehörten unter anderem die Partien der Pamina (in Wolfgang Amadeus Mozarts Die Zauberflöte), der Donna Elvira (in Mozarts Don Giovanni), der Musetta (in Giacomo Puccinis La Bohème), der Marguerite (in Charles Gounods Faust), der Eva (in Richard Wagners Die Meistersinger von Nürnberg), der Luise (in Siegfried Wagners Der Bärenhäuter), der Christine (in Richard Strauss’ Intermezzo) und der Els (in Franz Schrekers Der Schatzgräber). Ab 1937 nahm Priska Aich einen Lehrauftrag am Konservatorium in Jena wahr.
Über ihren Lebensgefährten, den Kapellmeister Ernst W. Latzko, und dessen Freund Robert Reitz lernte Aich die junge Marlene Dietrich kennen, die 1918 an der Musikhochschule Weimar eine Ausbildung als Konzertgeigerin begann. Priska Aichs Tagebuch gehört zu den frühen Quellen zum Leben Dietrichs.